# Ким Коутс
Ким Ф. Коутс (енгл. Kim F. Coates; Саскатун, 21. фебруар 1958), канадски је позоришни, филмски и ТВ глумац и филмски продуцент.
Коутс је дебитовао на великом екрану у филму Дечак у плавом (1986). Глумио је у филмовима као што су Амитивилски ужас 5: Проклетство Амитивила (1990), Последњи скаут (1991), Клијент (1994), Водени свет (1995), Незаборавно (1996), Пад црног јастреба (2001), Сајлент Хил (2006), Притајено зло: Живот после смрти (2010) и ТВ серији Синови анархије (2008—2014) поред многих.